# Вальдестільяс
Вальдестільяс (ісп. Valdestillas) — муніципалітет в Іспанії, у складі автономної спільноти Кастилія-і-Леон, у провінції Вальядолід. Населення — 1765 осіб (2010).
Муніципалітет розташований на відстані близько 150 км на північний захід від Мадрида, 20 км на південь від Вальядоліда.
На території муніципалітету розташовані такі населені пункти: (дані про населення за 2010 рік)
- Вальдестільяс: 1717 осіб
- Ла-Негралада: 48 осіб

## Демографія
Динаміка населення (INE ):